# Chaetodipus fallax
Chaetodipus fallax és una espècie de mamífer rosegador de la família dels heteròmids. Viu a Mèxic (Baixa Califòrnia) i els Estats Units (Califòrnia). S'alimenta principalment de llavors seques, però també consumeix insectes i fulles. Els seus hàbitats naturals van des dels pendents desèrtics fins als matollars costaners d'artemísia, passant pels biomes d'agave i les zones rocoses. Es creu que no hi ha cap amenaça significativa per a la supervivència d'aquesta espècie, tot i que algunes poblacions estan amenaçades per l'expansió urbana o gossos ferals.